# 斯科拉达尔区
斯科拉达尔区是冰岛西部区的市镇。市镇面积为216平方公里，人口数量为75人（2023年）。主要经济活动为农业。

## 地理
斯科拉达尔区位于博尔加峡湾的南部，包括斯科拉河谷的全部区域，为博尔加峡湾地区中唯一不在博尔加比格兹市镇内的区域。